# Новоєльня
Новоє́льня (біл. Наваельня) — селище міського типу в Гродненській області Білорусі, у Дятловському районі.
Населення селища становить 2,4 тис. осіб (2006).
Шаблон:Дятловський район
| Білорусь | Це незавершена стаття з географії Білорусі. Ви можете допомогти проєкту, виправивши або дописавши її. |